# 普林斯頓號航空母艦 (CVL-23)
普林斯頓號航空母艦（CVL-23）是一艘隸屬於美國海軍的航空母艦，為獨立級航空母艦的二號艦。她是美軍第四艘以普林斯頓為名的軍艦，紀念新澤西州的普林斯頓市；該處為美國獨立戰爭的普林斯頓戰役戰場。
普林斯頓號在1941年6月2日開始在紐約造船廠建造，原建為克利夫蘭級輕巡洋艦的七號艦，艦名為塔拉哈西；但建造不久，日本偷襲珍珠港，美國正式參與第二次世界大戰。此時美軍航空母艦短缺，故最終將九艘建造中的克利夫蘭級改裝為航空母艦。
1942年2月16日，普林斯頓號開始改建為航空母艦，更改艦名及舷號（由CL-61改為CV-23）；而海軍則在3月18日修改建造合約。同年10月18日，普林斯頓號下水，並在1943年2月25日服役。7月15日，普林斯頓號等改裝航空母艦被重編為輕型航空母艦，舷號改為CVL-23。
稍後普林斯頓號加入太平洋戰爭，參與多場戰役。雷伊泰灣海戰期間的1944年10月24日早上8時，大批日軍飛機撲向普林斯頓號，艦上所有戰鬥機立即起飛迎敵而普林斯頓號逃入雨雲中，當它在9時30分從雨雲中出來時，來犯的日機已不見了，於是普林斯頓號上的艦載攻擊機立即上彈和加油準備起飛轟炸日軍，這時突然有一架日軍彗星俯衝轟炸機向普林斯頓號投下一杖500公斤炸彈，炸彈炸中6架已上滿燃料和彈藥的復仇者式魚雷轟炸機，隨即發生爆炸和大火，雖然艦上人員救火而令火劫一度受控制，但機庫又發生爆炸而令火勢再一次擴大，至下午3時火勢又受到控制，這時候輕巡洋艦伯明翰號前來加入救火，但突然魚雷艙的魚雷被大火引爆而發生大爆炸，這次大爆炸引致多人死傷尤其是伯明翰號上有多達214人被炸死，由於救援無望，右腳截斷的艦長霍金斯上校（John M. Hoskins）被迫棄艦；而美軍先後派歐文號及雷諾號以魚雷將之擊沉。
為紀念其沉沒，美軍後來將建造中的艾塞克斯級航空母艦CV-37更名為普林斯頓。1945年7月8日，新普林斯頓號下水，並在11月18日服役，由霍金斯上校出任第一任艦長。而舊艦上的一幅軍旗，則在普林斯頓大學的教堂展示。
普林斯頓號在二戰中獲得九顆戰鬥之星。